# Hybomitra fujianensis
Hybomitra fujianensis är en tvåvingeart som beskrevs av Wang 1987. Hybomitra fujianensis ingår i släktet Hybomitra och familjen bromsar. Inga underarter finns listade i Catalogue of Life.